# 노라 빈센트
노라 메리 빈센트(영어: Norah Mary Vincent, 1968년 9월 20일 ~ 2022년 7월 6일)는 미국의 작가였다. 그녀는 로스앤젤레스 타임즈의 주간 칼럼니스트이자 전국적인 게이 및 레즈비언 뉴스 잡지인 애드버킷의 정치와 문화에 관한 분기별 칼럼니스트였다. 그녀는 빌리지 보이스와 Salon.com 의 칼럼니스트였다. 그녀의 글은 뉴 리퍼블릭, 뉴욕 타임즈, 뉴욕 포스트, 워싱턴 포스트 그리고 다른 정기 간행물에 실렸다. 그녀는 2006년에 그녀가 18개월 동안 남자로 살았을 때의 경험을 상세히 기술한 548일 남장 체험이라는 책으로 특히 주목을 받았다.

## 개인의 삶, 견해, 그리고 죽음
레즈비언으로 규정된 빈센트는 크리스틴 에릭슨과 잠시 결혼했지만 곧 이혼했다.
빈센트는 2022년 7월 6일 스위스의 한 병원에서 조력 자살을 통해 사망했으며, 나이는 53세였다. 그녀의 사망은 2022년 8월까지 알려지지 않았다.

## 같이 보기
- 엘런 페이지
- 548일 남장 체험